# Kerrin Petty
Kerrin Ruland „Karen“ Petty (* 6. Januar 1970 in Townshend) ist eine ehemalige US-amerikanisch-schwedische Skilangläuferin.

## Werdegang
Petty, die für den IFK Mora startete, lief im Dezember 1993 in Santa Caterina Valfurva ihr erstes von insgesamt 30 Weltcupeinzelrennen, das sie auf dem 81. Platz über 5 km klassisch beendete. Bei den Olympischen Winterspielen 1994 in Lillehammer belegte sie den 59. Platz über 5 km klassisch. Im folgenden Jahr kam sie bei den Nordischen Skiweltmeisterschaften in Thunder Bay auf den 64. Platz über 5 km klassisch, auf den 39. Rang über 15 km klassisch und auf den 33. Platz über 30 km Freistil. Im Januar 1996 erreichte sie in Lake Placid mit dem dritten Platz über 5 km klassisch und 10 km klassisch ihre ersten und einzigen Podestplatzierungen im Continental-Cup. In den Jahren 1996 und 1997 gewann sie den Tjejvasan. Zudem wurde sie 1996 schwedische Meisterin über 30 km. Im Dezember 1996 holte sie in Oberstdorf mit dem 29. Platz über 10 km klassisch ihre ersten und einzigen Weltcuppunkte. Ihre besten Platzierungen bei den Olympischen Winterspielen 1998 in Nagano waren der 41. Platz über 30 km Freistil und der 15. Rang mit der Staffel. Ihr letztes Weltcuprennen absolvierte sie im März 1998 in Falun, das sie auf dem 69. Platz über 5 km Freistil beendete. Im selben Monat gewann sie den Wasalauf.

## Teilnahmen an Weltmeisterschaften und Olympischen Spielen

### Olympische Spiele
- 1994 Lillehammer: 59. Platz 5 km klassisch
- 1998 Nagano: 15. Platz Staffel, 41. Platz 30 km Freistil, 47. Platz 15 km klassisch, 51. Platz 5 km klassisch, 52. Platz 10 km Freistil Verfolgung

### Nordische Skiweltmeisterschaften
- 1995 Thunder Bay: 33. Platz 30 km Freistil, 39. Platz 15 km klassisch, 64. Platz 5 km klassisch